# Anagyrus fujianensis
Anagyrus fujianensis är en stekelart som beskrevs av Gu 2004. Anagyrus fujianensis ingår i släktet Anagyrus och familjen sköldlussteklar. Inga underarter finns listade i Catalogue of Life.